# Mosca artificiale

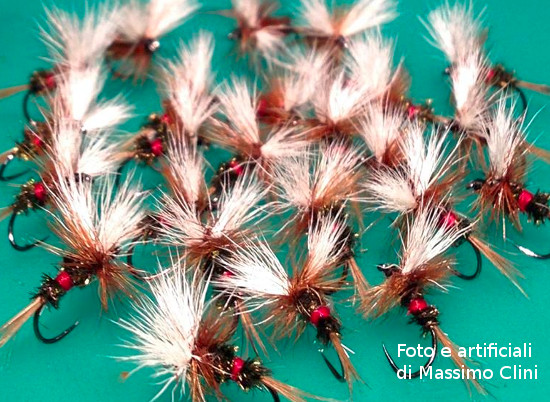
Imitazione generica di effimera.

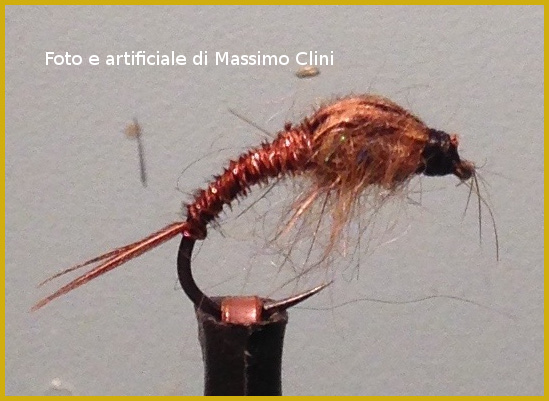
imitazione di effimera allo stadio ninfale

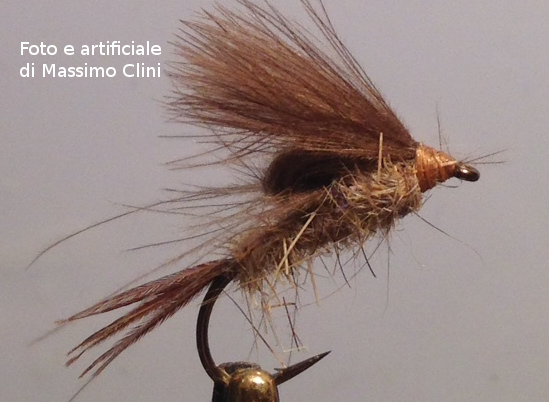
Imitazione di effimera allo stadio emergente

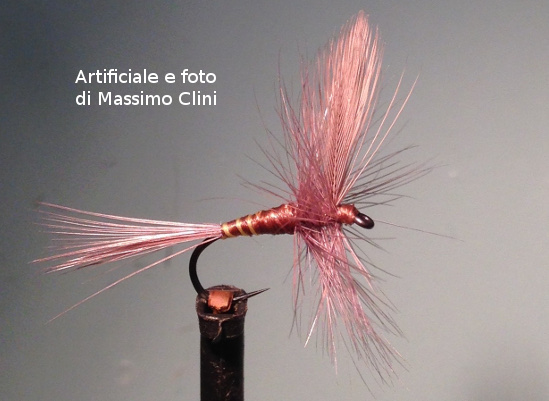
Imitazione di effimera subimmagine

Le esche che vengono utilizzate per la pesca con la mosca vengono denominate mosche artificiali.
Le imitazioni delle mosche utilizzate maggiormente riproducono quattro ordini principali d'insetti: efemerotteri, tricotteri, plecotteri e chironomi. Questi si suddividono in innumerevoli famiglie e generi che hanno sagome simili ma dimensioni colori e abitudini diverse. In ogni caso il ciclo vitale di ognuno di questi ordini di insetti, anche se con modalità diverse, si compie in parte a livello subacqueo ed in parte a livello aereo al di fuori dell'elemento liquido.
Principalmente le esche sono suddivise in diverse categorie ad imitare i vari stadi di vita degli insetti acquatici.
Gli stadi principali e più comuni sono i seguenti:
- Stadio ninfale (Nimph)
- Stadio emergente (Emerger)
- Stadio di subimmagine (Dun)
- Stadio adulto (Spinner)
- Stadio di insetto morto (Spent)

Di tutte queste fasi per molte specie abbiamo anche la suddivisione in maschio e femmina (male/female). Sono denominate oltremodo mosche artificiali anche le imitazioni di insetti terricoli (Terrestrial).
Le mosche possono comunque imitare anche diverse tipologie di prede: uova, piccoli pesci, piccoli mammiferi finiti in acqua per sbaglio, per insidiare le prede più grandi.
Queste esche vengono realizzate con vari
materiali tra cui le piume d'uccelli, pelo di mammiferi o filati sintetici come il nylon sopra un amo ad 
occhiello fissate poi con della colla o dello smalto.
Esiste una grossa serie di mosche artificiali utilizzate per la pesca in mare e che vanno ad imitare pesci foraggio, crostacei, e organismi marini di cui il pesce si nutre abitualmente, questa tipologia prende nome di mosche da mare.